# 日式餃子

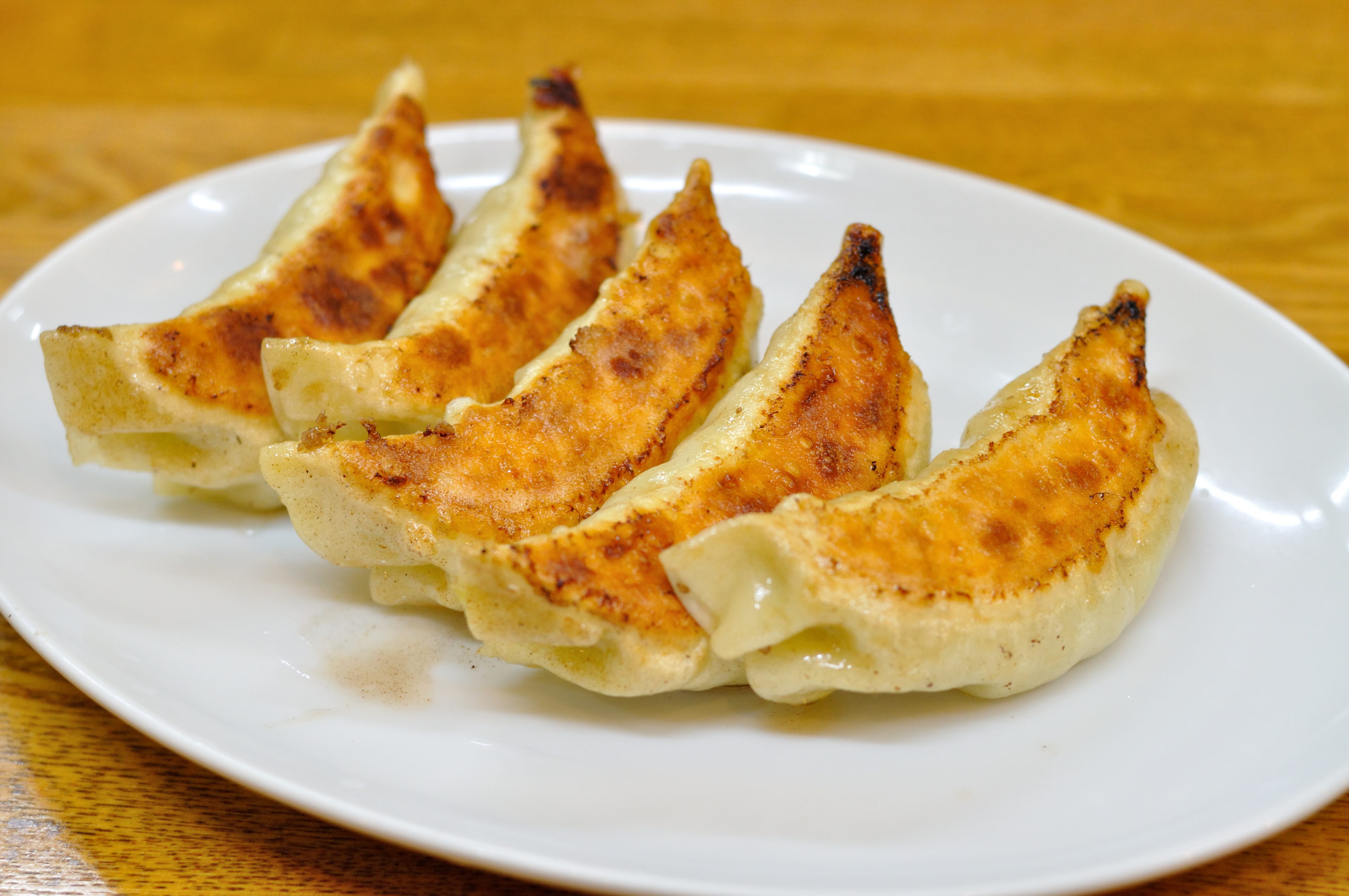
日式餃子

日式餃子(日语：ギョーザ，gyōza)，又稱日式煎餃(日语：焼き餃子，yaki-gyōza)，是在日本改編的中國餃子，以適應日本人的口味。水餃在日本被稱為「水餃子，sui-gyōza」。
日本當地（特別是關西）會將日式煎餃搭配米飯一起食用，這在外國人眼中是十分獨特的飲食習慣（特別是把餃子當主食的華人族群更覺得奇妙）。